# Örtagården, Malmö
Örtagården är ett delområde i stadsdelen Rosengård i östra Malmö. 
Örtagården ligger mellan Västra Kattarpsvägen och Stackelbergs väg, söder om Amiralsgatan. Området består av flerfamiljshus, byggda 1967. MKB och Rosengård Fastighets AB äger området. 

## Området

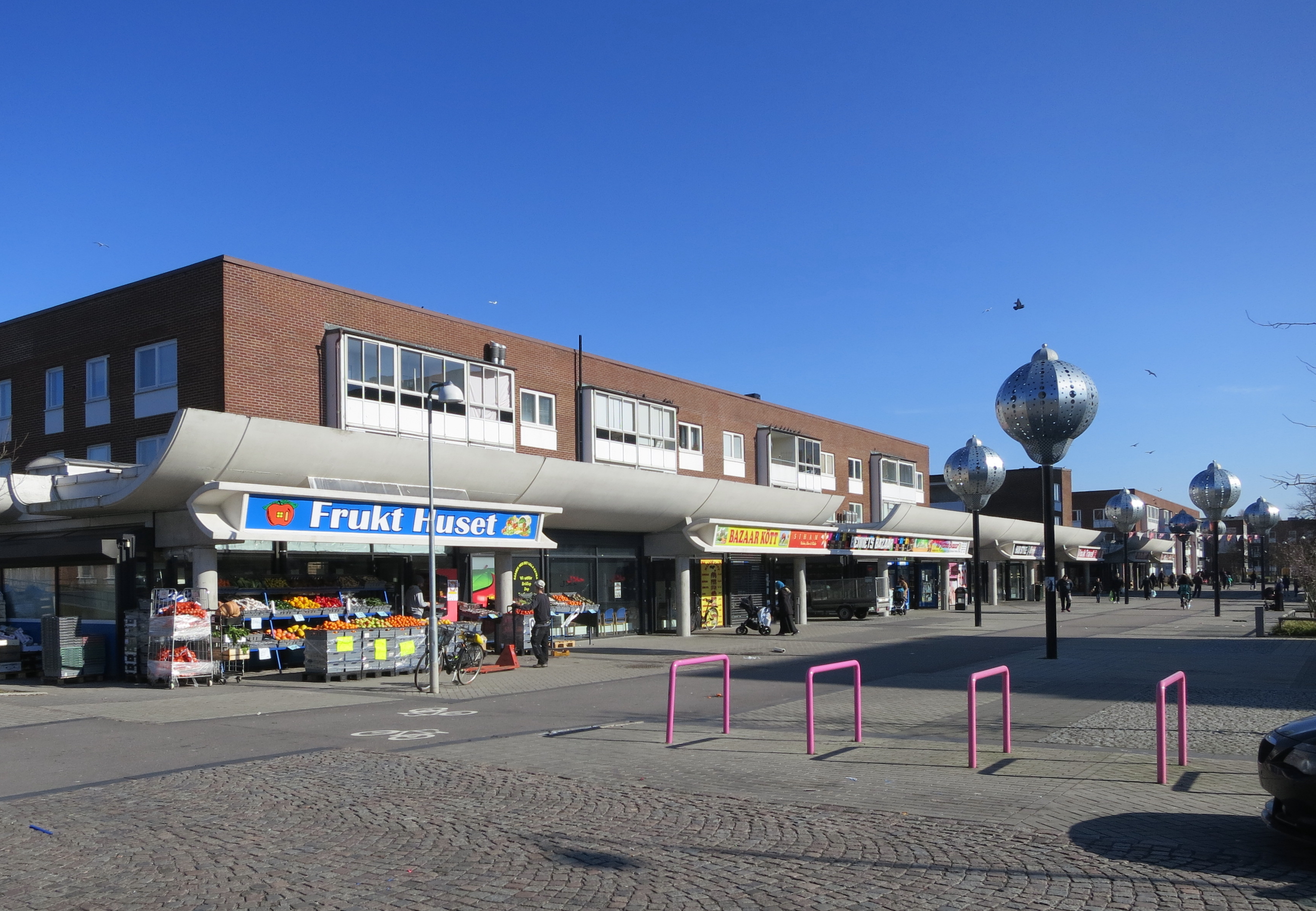
Örtagårdens affärsområde

Planen för Örtagården var att bygga hus i tre och åtta våningar. Från början byggdes 1 600 lägenheter i Örtagården. Idag finns det omkring 1 450 lägenheter eftersom man slagit ihop eller byggt om vissa. De flesta lägenheter är trerummare. Örtagården präglas mestadels av öppna och relativt glesa husgrupperingar.  
Man kan särskilja tre huvudsakliga bebyggelsemiljöer:
– I den norra delen ligger ett område med trevåningshus (lamellhus) grupperade kring fyra gårdar. Inne i dessa gårdar finns stora lekplatser för barn och utanför finns låga buskage, rabattbänkar och stora gräsytor med lek- och grillplatser.
– Direkt söder om dessa lamellhus ligger elva skivhus i åtta våningar grupperade kring en oval i öst-västlig sträckning. Husen ramar in en gemensam grönyta genomkorsad av gångbanor. Här finns också lekplatser, tennisbanor med mera.
– Det tredje området söder om skivhusen består av trevåningshus. Dessa påminner om husen i norr och även här finns fyra gårdsgrupperingar, men husen här omger inte gårdarna som i den norra delen. Utemiljön liknar de andra gårdarna.

## Service
Det fanns från början ingen kommersiell service i området eftersom all handel förlades till Rosengårds centrum. På senare tid har det etablerats flera mindre butiker i ombyggda lägenheter vid bostadshusens gator. I anslutning till bostadsområdet ligger sportanläggningar, många förskolor och delområdets skola Örtagårdsskolan.

## Skolor
I söder ligger Örtagårdsskolan, en mångkulturell F-6-skola, med en särskoleavdelning för årskurs 1-9. Skolan byggdes på 1970-talet och består av tre byggnader, varav en även innehåller Haga förskola. Skolan arbetar mycket med film och drama och kommer under hösten 2019 att åter få ett högstadium, med till att börja med en klass 7.
Området har ett flertal förskolor: Vildrosens, Alladins, Rödklintens, Smörblommans, Solrosens, al Elm al Islamia, Örtagårds, Näckrosens, Pilevallens, Vallmons och Blåklintens förskolor.

## Människorna på Örtagården
Befolkningen på Örtagården uppgick i slutet av 1960-talet till omkring 5 200. Senare sjönk antalet till drygt 3 000 under 1970- och 1980-talen. Under 1990-talet ökade befolkningstalet åter och uppgick 1998 till närmare 4 700. År 2017 uppgick befolkningen till 4983 personer.
Örtagården är en mångkulturell stadsdel. De fem största folkgrupperna är från Jugoslavien, Libanon, Irak, Bosnien och Turkiet.